# 1670
Évszázadok: 16. század – 17. század – 18. század
Évtizedek: 1620-as évek – 1630-as évek – 1640-es évek – 1650-es évek – 1660-as évek – 1670-es évek – 1680-as évek – 1690-es évek – 1700-as évek – 1710-es évek – 1720-as évek
Évek: 1665 – 1666 – 1667 – 1668 –  1669 – 1670 – 1671 – 1672 – 1673 – 1674 – 1675

## Események
- február 24. – Besztercebányán közös tanácskozást tartanak a török elleni közös védekezésről a felső- és alsó-magyarországi vármegyék.[1]
- április 10. – I. Rákóczi Ferenc vezetésével Sárospatakon kirobban a Habsburg-ellenes felkelés.[2]
- április 12. – Zrínyi Péter és Frangepán Ferenc Kristóf sietve Bécsbe érkezik, hogy a király előtt tisztázzák magukat. (Ám ez nem sikerül.)[2]
- április 13. – Elfogják és Bécsújhelyre hurcolják Zrínyi Pétert és Frangepán Ferenc Kristófot.[2]
- április 29. – X. Kelemen pápa megválasztása.[3]
- szeptember 3. – Pottendorfi várában az osztrák hatóságok őrizetbe veszik Nádasdy Ferencet.[2]
- szeptember 18. – Bécsben az I. Lipót által kiküldött bizottság tárgyalni kezdi a Wesselényi-összeesküvés fő vádlottainak hűtlenségi perét.[1]
- december 10. – A Thököly István birtokához tartozó Árva vára a császáriak kezére kerül.[1]

## Születések
- május 12. – II. (Erős) Ágost, lengyel király, Litvánia nagyfejedelme, I. Frigyes Ágost néven szász választófejedelem († 1733)
- november 15. – Bernard Mandeville németalföldi-angol filozófus, közgazdász, orvos és szatíraíró († 1733)
- november 30. – John Toland, angol materialista filozófus, szabadgondolkodó és író († 1722)
- december 17. – Cshö szukpin, Szukcsong koreai király ágyasa († 1718)

## Halálozások
- november 15. – Comenius cseh teológus, a modern pedagógia atyja (* 1592)
- december 4. – Thököly István felvidéki nagybirtokos (* 1623)